# Maria Youdina
Pour les articles homonymes, voir Youdina.
Maria Veniaminovna Youdina (en russe : Мария Вениаминовна Юдина), née à Nevel (Empire russe), le 28 août 1899 (9 septembre 1899 dans le calendrier grégorien) et morte à Moscou (Union soviétique) le 19 novembre 1970, est une pianiste russe.
Opposante au régime soviétique, convertie à la foi orthodoxe, mais artiste admirée par Staline, elle fut une défenseuse de la musique russe de son époque et une interprète remarquable de Bach, Mozart, Beethoven et Schubert.

## Biographie
Maria Youdina naît à Nevel près de Vitebsk de parents juifs. Son père est médecin et légiste. Elle commence à jouer du piano à l’âge de 7 ans sous la direction de Frida Davidovna Teitelbaum-Levinson (une élève d’Anton Rubinstein). Elle entre ensuite au conservatoire de Saint-Pétersbourg dès 1912 et étudie le piano avec Anna Esipova, Vladimir Drozdov, Leonid Nikolaïev et brièvement, en privé avec Felix Blumenfeld (en 1916 et 1917), la théorie avec Maximilian Steinberg et J. Wihtol, l'écriture avec Nicolas Tcherepnine et Emil Cooper,. Parmi ses camarades de classe se trouvent Dmitri Chostakovitch et Vladimir Sofronitsky. Elle étudie également la philosophie et l'histoire à l'université et obtient ses diplômes en 1917. En 1921, elle est diplômée du conservatoire, remporte le prix Rubinstein et commence à donner des concerts, notamment avec l'Orchestre philharmonique de Pétrograd sous la direction d'Emil Cooper et à Moscou en 1929.
Après avoir été diplômée du conservatoire de Pétrograd, Maria Youdina est invitée à y enseigner (nommée professeur en 1923) jusqu’en 1930. Parlant « d'inspiration divine » pendant ses cours, elle est licenciée à cause de ses convictions religieuses et de ses critiques ouvertes du système soviétique. Sans emploi et sans toit pendant quelques années, Maria Youdina enseigne le piano au conservatoire de Tbilissi (1932-1934). En 1936, sur les conseils de Heinrich Neuhaus, elle entre comme professeur au conservatoire de Moscou où elle enseigne jusqu'en 1951. De 1944 à 1960, Maria Youdina enseigne aussi la musique de chambre et la musique vocale à l’institut Gnessine (actuelle Académie russe de musique). Elle n'effectue que deux tournées à l'étranger, toutes deux dans les « démocraties populaires » contrôlées par l'Union soviétique : à Leipzig en 1950 et en Pologne en 1954. En 1952, à un ministre de la culture géorgien qui lui demande pourquoi elle ne joue pas Beethoven, Schumann et Chopin elle répond : « Je suis fatiguée de Beethoven, de Schumann et de Chopin. Je veux jouer la musique d’aujourd’hui — et je la jouerai ! ». En 1960, Maria Youdina est limogée de l’institut Gnessine à cause de ses convictions religieuses et de sa défense de la musique moderne (par exemple Stravinsky). Elle continue à se produire en public, mais il lui est interdit d’enregistrer ses récitals. Elle est interdite de scène pendant cinq ans à la suite de sa lecture sur scène d’un poème de Boris Pasternak, où elle se signait avant de jouer. En 1966, lors de la levée de cette interdiction, elle donne un cycle de conférences sur le romantisme au conservatoire de Moscou. Elle donne son dernier concert à Moscou, le 18 mai 1969.
Maria Youdina était la pianiste préférée de Staline et il la savait inoffensive. C'est dans les mémoires de Chostakovitch qu'apparaît l'anecdote que voici. Un soir Staline écoute à la radio Maria Youdina dans le début du concerto nº 23 de Mozart et demande à son aide de camp de lui procurer l’enregistrement. Mais c’est un concert en direct. Les officiels réveillent l'artiste au milieu de la nuit, la conduisent au studio où un petit orchestre, rapidement assemblé, l’attend afin de lui permettre d’enregistrer le concerto dans la nuit et d'en donner l’enregistrement à Staline qui, dit-on, fond en larmes dès les premières notes entendues. Pour la remercier, le dirigeant lui accorde la somme de 20 000 roubles. En retour, Maria Youdina lui écrit qu’elle donnera cet argent à son église pour prier pour son âme en raison des crimes qu'il a commis contre le peuple russe. Très superstitieux, Staline ne répond jamais et, à sa mort, on aurait retrouvé l’enregistrement en question sur son phonographe à côté de lui. En dépit de sa reconnaissance par Staline, Maria Youdina reste jusqu’à la fin extrêmement critique envers le régime soviétique.
Maria Youdina fait partie des rares artistes soviétiques ouvertement opposés au régime communiste, entraînant son interdiction d’enseigner et de se produire sur scène à différentes occasions. Convertie à la religion orthodoxe dès 1919, elle fut aussi une des grandes penseuses chrétiennes de la Russie du XXe siècle (parmi ses amis était le philosophe Pavel Florensky). Son admiration pour saint François d'Assise et sa foi orthodoxe sous-tendent toute son œuvre.
Connue pour ses interprétations de Bach et de Beethoven, elle s’est aussi faite la défenseuse de compositeurs contemporains comme son ami Chostakovitch, dont elle créa la seconde sonate pour piano. Ses interprétations de Bach peuvent être considérées comme préfigurant le style de Glenn Gould.[réf. souhaitée]
Parmi ses élèves : Andréï Balanchivadzé.

## Style
Le jeu de Maria Youdina se caractérise par sa grande virtuosité, sa spiritualité, sa force et, surtout, sa vision musicale qui l’amène souvent à des interprétations très personnelles.
Son art est caractéristique d’une époque particulière dans l’histoire culturelle russe. Contrairement à d’autres musiciens, elle a toujours essayé d’aller plus loin que sa discipline en collaborant avec de célèbres écrivains, artistes et architectes.
Grâce aux efforts de ses amis, en particulier Anatoli Kouznetsov, ses lettres et ses écrits ont été publiés à la fin des années 1990 et au début des années 2000. Une initiative a aussi permis une réédition complète de ses enregistrements sur CD.

## Discographie
L'éditeur russe Vista Vera a sorti 17 volumes intitulés The Legacy of Maria Yudina.
« Le Monde du piano » a publié en 2010, interprétés par Maria Youdina :
- la sonate pour piano no 16 en sol majeur op. 31 no 1 de Beethoven (enregistrée en 1951)
- le concerto pour piano no 23 en la majeur KV 488 de Mozart (orchestre symphonique de la Radio de Moscou, direction Alexandre Gaouk (enregistré en 1943)
- la sonate pour piano no 32 en ut mineur op. 111 de Beethoven

## Hommages
- La chanteuse française La Grande Sophie lui a consacré une chanson hommage en 2015.
- Elle figure dans le film La Mort de Staline (2018).